# Majhariya
Majhariya (nep. मझहरिया) – gaun wikas samiti w środkowej części Nepalu w strefie Narajani w dystrykcie Bara. Według nepalskiego spisu powszechnego z 2001 roku liczył on 510 gospodarstw domowych i 3465 mieszkańców (1669 kobiet i 1796 mężczyzn).